# 北海道Meijiカップ
北海道meiji（明治）カップ（ほっかいどうめいじカップ）は日本女子プロゴルフ協会公認による女子プロゴルフトーナメントの一つである。2017年からこの大会名称となり、8月第1週に開催されている。北海道文化放送・北海道新聞社主催、明治グループ（2010年までは明治製菓）の特別協賛により行われている。2019年現在、賞金総額9000万円、優勝賞金1620万円。

## 概要
この大会のルーツは1978年にスタートした「北海道女子オープン」である。その後1988年から2003年まではカップ麺や冷凍食品製造の東洋水産がスポンサーとなり、大会の名称も「東洋水産レディス北海道」に改称。東洋水産が撤退した後、2004年・2005年は山梨県に本社を置く洋菓子メーカー・シャトレーゼの特別協賛により「シャトレーゼクイーンズカップ」として開催された。そして2006年からは明治製菓がスポンサーとなり「meijiチョコレートカップ」として新たなスタートを切り、2011年から現在の大会名となった。なお、優勝者には副賞として明治の製品が10年分贈られている。2017年度からは北海道のタイトルがつき、「北海道meijiカップ」の名称となる。
開催コースとなる北広島市にある札幌国際カントリークラブ・島松コースは、1975年から1998年まで男子プロゴルフトーナメント「札幌とうきゅうオープンゴルフトーナメント」が、また2000年には同じく男子プロゴルフの「サン・クロレラクラシック」がそれぞれ開催されている。
2020年については当初、当該期間に東京五輪の男女ゴルフ競技が開催されることに伴い休止となった。翌2021年は当年に延期となった東京五輪の男女ゴルフ競技が開催されることに伴い2年連続で休止となった。

## 歴代優勝者・開催コース
| 開催年 | 大会名称                     | 優勝者名             | スコア | 開催コース                           |
| ------ | ---------------------------- | -------------------- | ------ | ------------------------------------ |
| 1978年 | 北海道女子オープン           | 大迫たつ子           | -2     | 真駒内カントリークラブ               |
| 1979年 | 北海道女子オープン           | 大迫たつ子           | -8     | 真駒内カントリークラブ               |
| 1980年 | 北海道女子オープン           | 清元登子             | -4     | 真駒内カントリークラブ               |
| 1981年 | 北海道女子オープン           | 松田恵子             | -5     | 札幌アサヒカントリークラブ           |
| 1982年 | 北海道女子オープン           | 涂阿玉               | -2     | 廣済堂札幌カントリー倶楽部           |
| 1983年 | 北海道女子オープン           | 呉明月               | -5     | 廣済堂札幌カントリー倶楽部           |
| 1984年 | 北海道女子オープン           | 柏戸レイ子           | -5     | 廣済堂札幌カントリー倶楽部           |
| 1985年 | 北海道女子オープン           | 生駒佳与子           | -10    | 廣済堂札幌カントリー倶楽部           |
| 1986年 | 北海道女子オープン           | 涂阿玉               | -16    | 廣済堂札幌カントリー倶楽部           |
| 1987年 | 北海道女子オープン           | 涂阿玉               | -10    | 廣済堂札幌カントリー倶楽部           |
| 1988年 | 東洋水産レディス北海道       | 高須愛子             | -12    | 廣済堂札幌カントリー倶楽部           |
| 1989年 | 東洋水産レディス北海道       | 涂阿玉               | -6     | 廣済堂札幌カントリー倶楽部           |
| 1990年 | 東洋水産レディス北海道       | 寺沢範美             | -6     | 廣済堂札幌カントリー倶楽部           |
| 1991年 | 東洋水産レディス北海道       | 高須愛子             | -7     | 廣済堂札幌カントリー倶楽部           |
| 1992年 | 東洋水産レディス北海道       | 日蔭温子             | -1     | 廣済堂札幌カントリー倶楽部           |
| 1993年 | 東洋水産レディス北海道       | 村井真由美           | -2     | 廣済堂札幌カントリー倶楽部           |
| 1994年 | 東洋水産レディス北海道       | 高村博美             | -7     | 廣済堂札幌カントリー倶楽部           |
| 1995年 | 東洋水産レディス北海道       | 中野晶               | -6     | 廣済堂札幌カントリー倶楽部           |
| 1996年 | 東洋水産レディス北海道       | 具玉姫               | -6     | 廣済堂札幌カントリー倶楽部           |
| 1997年 | 東洋水産レディス北海道       | 肥後かおり           | -12    | 廣済堂札幌カントリー倶楽部           |
| 1998年 | 東洋水産レディス北海道       | 大場美智恵           | -6     | 廣済堂札幌カントリー倶楽部           |
| 1999年 | 東洋水産レディス北海道       | 木村敏美             | -6     | 廣済堂札幌カントリー倶楽部           |
| 2000年 | 東洋水産レディス北海道       | 安井純子             | -12    | 廣済堂札幌カントリー倶楽部           |
| 2001年 | 東洋水産レディス北海道       | 天沼知恵子           | -5     | 札幌北広島プリンスゴルフ場           |
| 2002年 | 東洋水産レディス北海道       | 中嶋千尋             | -8     | 札幌北広島プリンスゴルフ場           |
| 2003年 | 東洋水産レディス北海道       | 鈴木香織             | -6     | 札幌北広島プリンスゴルフ場           |
| 2004年 | シャトレーゼクイーンズカップ | 福嶋晃子             | -9     | シャトレーゼカントリークラブ札幌     |
| 2005年 | シャトレーゼクイーンズカップ | 表純子               | -2     | シャトレーゼカントリークラブ札幌     |
| 2006年 | meijiチョコレートカップ      | 全美貞               | -8     | 札幌国際カントリークラブ・島松コース |
| 2007年 | meijiチョコレートカップ      | 大山志保             | -7     | 札幌国際カントリークラブ・島松コース |
| 2008年 | meijiチョコレートカップ      | 不動裕理             | -9     | 札幌国際カントリークラブ・島松コース |
| 2009年 | meijiチョコレートカップ      | 全美貞               | -9     | 札幌国際カントリークラブ・島松コース |
| 2010年 | meijiチョコレートカップ      | 不動裕理             | -12    | 札幌国際カントリークラブ・島松コース |
| 2011年 | meijiカップ                  | フォン・シャンシャン | -14    | 札幌国際カントリークラブ・島松コース |
| 2012年 | meijiカップ                  | フォン・シャンシャン | -7     | 札幌国際カントリークラブ・島松コース |
| 2013年 | meijiカップ                  | ナ・ダエ             | -12    | 札幌国際カントリークラブ・島松コース |
| 2014年 | meijiカップ                  | 申智愛               | -12    | 札幌国際カントリークラブ・島松コース |
| 2015年 | meijiカップ                  | 西山ゆかり           | -8     | 札幌国際カントリークラブ・島松コース |
| 2016年 | meijiカップ                  | イ・ボミ             | -10    | 札幌国際カントリークラブ・島松コース |
| 2017年 | 北海道meijiカップ            | 森田遥               | -10    | 札幌国際カントリークラブ・島松コース |
| 2018年 | 北海道meijiカップ            | 福田真未             | -15    | 札幌国際カントリークラブ・島松コース |
| 2019年 | 北海道meijiカップ            | ペ・ソンウ           | −12    | 札幌国際カントリークラブ・島松コース |
| 2022年 | 北海道meijiカップ            | イ・ミニョン         | −9     | 札幌国際カントリークラブ・島松コース |
| 2023年 | 北海道meijiカップ            | 鈴木愛               | −15    | 札幌国際カントリークラブ・島松コース |
| 2024年 | 北海道meijiカップ            | 竹田麗央             | −12    | 札幌国際カントリークラブ・島松コース |
| 2025年 | 北海道meijiカップ            | 河本結               | −9     | 札幌国際カントリークラブ・島松コース |

## テレビ中継
テレビ中継は主催者の一つである北海道文化放送の制作で放送されている。1日目・2日目は北海道ローカルで、最終日はFNS系列27局ネットで全国放送されている。また2018年大会からBSフジでも全日程を中継する。さらにゴルフ専門チャンネルのゴルフネットワークでも放送される。